# Michael Marti

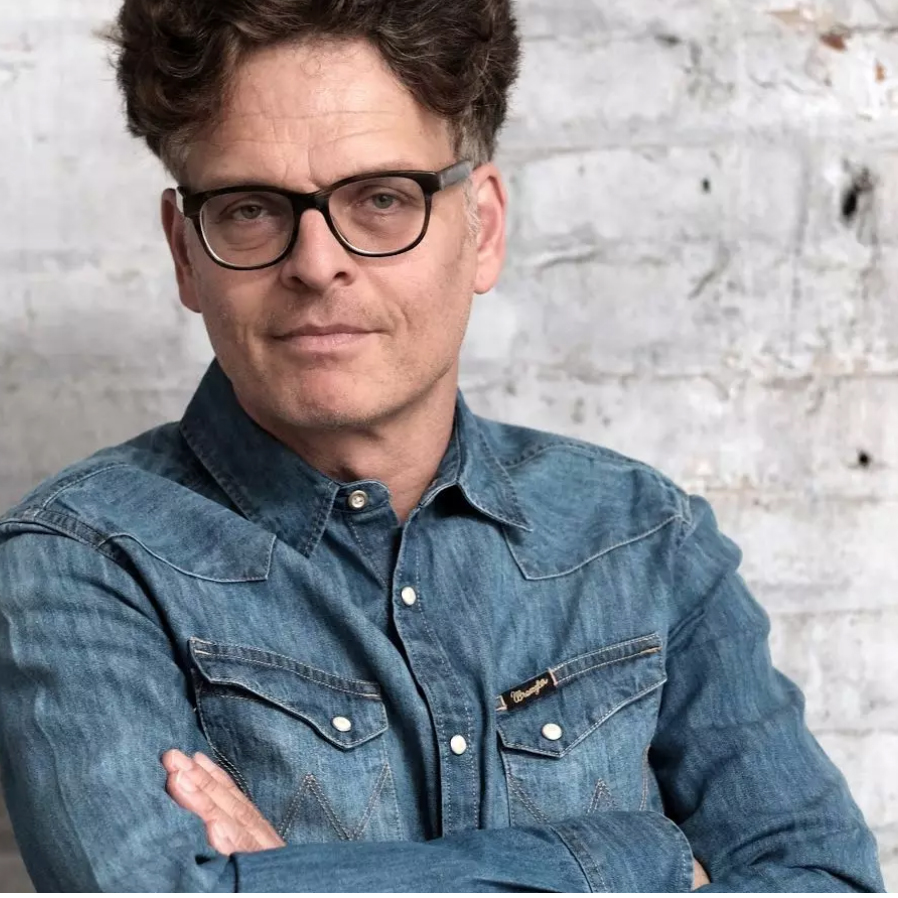
Michael Marti (2019)

Michael Marti (* 21. März 1966 in Luzern) ist ein Schweizer Journalist und Digital-Experte. Er war von 2013 bis 2023 Mitglied der Chefredaktion Tamedia und arbeitet nun als Autor für den Tamedia-Verlag.

## Leben
Nach Abschluss der Maturität an der Kantonsschule Aarau im Jahr 1986 studierte Marti an der Universität Zürich Germanistik, Publizistik und Sozial- und Wirtschaftsgeschichte. 1994 schloss er dies mit dem Lizenziatsabschluss phil. ab (Lizenziatsarbeit: Die Baby-Ficker-Debatte: Skandalisierung und Rezeption eines literarischen Textes).
Marti, Vater von zwei Töchtern, lebt mit seiner Familie in Zürich.

## Beruf
Parallel zum Studium arbeitete Marti bereits ab 1992 als freier Journalist, u. a. für Das Magazin und Facts, für letzteres auch ab 1997 als Reporter. Ab 2002 wechselte er zur NZZ am Sonntag und kehrte dann 2004 zu Facts zurück, um dort die Ressorts Kultur und Gesellschaft zu leiten, ab 2006 als Mitglied der Chefredaktion.
2008 bis 2013 war Marti stellvertretender Chefredaktor von Newsnetz, ab 2013 Leiter Newsnet und Mitglied der Chefredaktion von Tages-Anzeiger und SonntagsZeitung. Im Jahr 2015 nahm er am Lede 12-Programm der Columbia University Graduate School of Journalism teil, einer viermonatigen Ausbildung im Bereich Programmieren und Datenjournalismus. Von 2018 bis März 2023 war Marti Mitglied der Chefredaktion Tamedia, welche die Mantelinhalte für alle Zeitungen im Verlagsportfolio produzierte. Er bleibt dem Tamedia Verlag danach als Autor verbunden.
Marti hat für den Tamedia-Verlag zahlreiche Innovationsprojekte realisiert, etwa den Aufbau des Storytelling-Teams und der Webvideo-Unit oder die Entwicklung der 2015 lancierten und seither mehrfach ausgezeichneten 12-App. 2017 lancierte er gemeinsam mit der Fernsehjournalistin Vivian Manz die Schweizer Jugendmedienwoche YouNews, eine Initiative zur Förderung der Medienkompetenz von Jugendlichen, unterstützt von allen grossen Verlagen und dem Schweizer Fernsehen.
Darüber hinaus unterrichtet Marti als Dozent für Online-Publizistik an verschiedenen Journalismus-Schulen, etwa der Schule für Angewandte Linguistik in Zürich (seit 2010) und publiziert regelmässig Beiträge zur Digitalen Transformation im Journalismus.

## Preise und Auszeichnungen
- 2003 Zürcher Journalistenpreis[10]
- 2017 Award of Excellence beim European Newspaper Congress für die #12-App der Tamedia AG

## Publikationen

### Artikel (Auswahl)
- 2014: Die Technologie ist die Botschaft. In: tagesanzeiger.ch vom 7. Juli 2014
- 2017: Die Vermessung des Journalismus. In: Schweizer Journalist, Nr. 08–09/2017, S. 64–66.
- 2019: Jenseits der Deadline. In: tagesanzeiger.ch vom 12. März 2019

### Sachbuch
- zus. m. Peter Wälty: James Bond und die Schweiz. Echtzeit Verlag, Basel 2008, ISBN 978-3905800203.